# Новай (Мичиган)
Новай — город в округе Окленд, штат Мичиган, США. Новай — северо-западный пригород Детройта, расположенный примерно в 25 милях к северо-западу от центра Детройта. По данным переписи 2020 года, население города составляло 66 243 человека, что на 20% больше, чем по данным переписи 2010 года.

## История

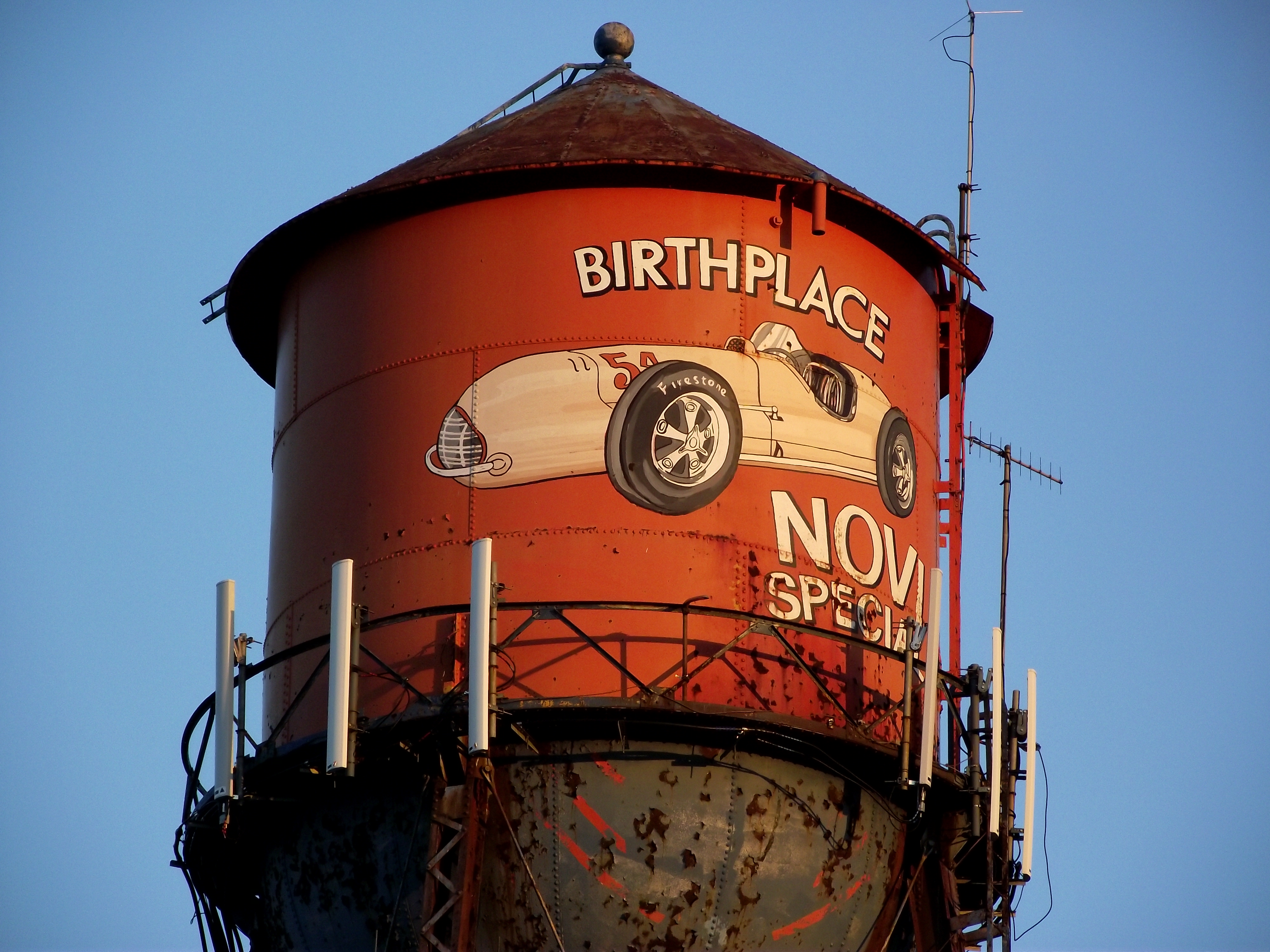
Водонапорная башня в Новай, с пометкой «Место рождения Новай»

Новай был основан как тауншип в 1832 году на землях, отнятых у тауншипа Фармингтон. Название Новай было предложено местным жителем доктором Дж. К. Эмери по совету его жены. Сообщается, что жители искали более короткое название, чем Фармингтон.
Местный источник утверждает, что он был назван в честь шестого пункта взимания платы (№ VI) на Гранд-Ривер-Роуд. Однако поселение получило название в 1832 году, а платная дорога была построена только в 1850-х годах. В другом источнике говорится, что это была шестая остановка дилижансов за пределами Детройта. Аналогично, поселение, как говорят, было шестой остановкой (или VI) на железной дороге, но железная дорога Холли, Уэйн и Монро (ныне CSX Transportation) была проложена через поселение только в 1870–71 годах, почти через 40 лет после организации и присвоения ему названия.
Новай был инкорпорирован в качестве города в 1969 году после утверждения городского устава 18 февраля 1969 года избирателями деревни Новай. Утверждение устава последовало за выборами 20 мая 1968 года, на которых избиратели одобрили смену статуса деревни: 694 голоса были «за» и 283 голоса «против». Устав вступил в силу 24 февраля 1969 года. Организаторы уже предпринимали несколько попыток инкорпорации в качестве города. Город был инкорпорирован в границы существующей деревни Новай и быстро рос во второй половине XX века, поскольку вторая и третья волны бегства белого населения из города Детройт и старых пригородов привели к более обширному разрастанию города в регионе.